# 200 metres llisos

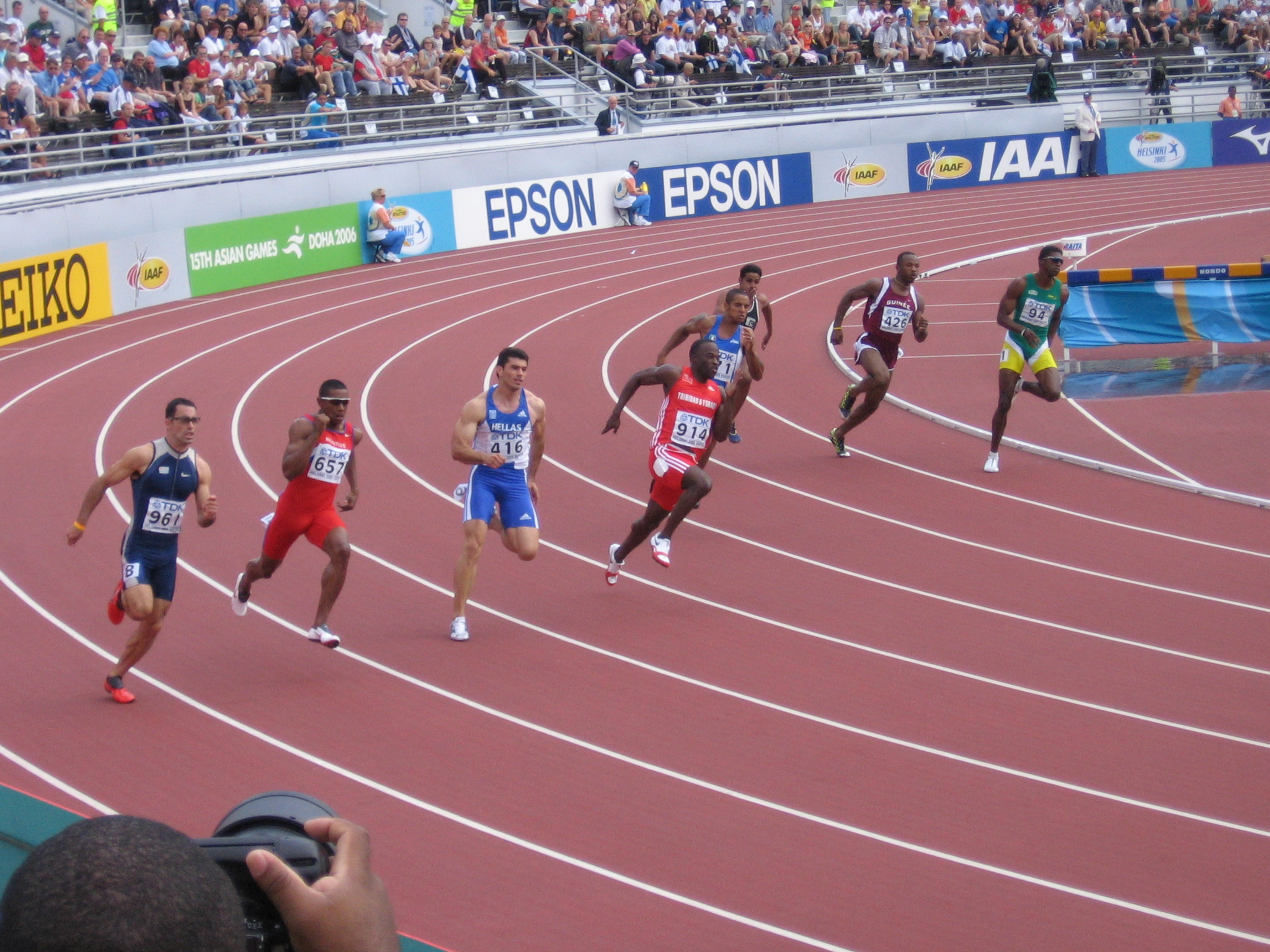
Carrera de 200 metres llisos, en el moment de la compensació, quan queden per córrer 100 metres de carrer recte. Campionat del Món d'atletisme de 2005.

Els 200 metres llisos són una prova d'atletisme de velocitat que s'inicia en la corba de la pista immediatament anterior a la recta de meta, el que implica que els atletes no se situen en la sortida a la mateixa altura, ja que d'una altra manera els corredors situats més cap a l'exterior recorrerien una distància superior. Per iniciar la prova els atletes posen les botes de claus en uns estreps.

## Història
Tot i que no van formar part del programa de la primera edició dels Jocs Olímpics de l'era moderna que es van celebrar a Atenes el 1896, probablement és la més antiga de la proves atlètiques, ja que formava part dels esdeveniments que es disputaven en els Jocs olímpics de l'antiguitat.
En la primera edició d'aquests jocs, celebrats el 776 aC, una de les proves consistien a recórrer l'estadi, el que suposava una distància de 600 peus grecs equivalents a 192 metres. En aquell esdeveniment va resultar guanyador Korebos de Elis.
Aquesta prova va debutar en uns Jocs Olímpics, en la seva modalitat masculina, en l'edició de 1900 celebrada a París. La disputa de la prova femenina no debutaria fins a 1948 en els Jocs celebrats a Londres. Aquesta prova es corria als Estats Units en línia recta fins que l'Associació Internacional de Federacions d'Atletisme (IAAF) per a unificar criteris va establir, el 1958, que la mateixa havia de realitzar-se en una pista de 400 metres, cosa que va suposar que els primers cent metres de la prova havien de realitzar-se en la corba de l'estadi.

## Rècords continentals
- Actualitzat 27 de setembre de 2024.[1][2]

| Àrea                                 | Masculí   | Masculí    | Masculí        | Masculí         | Femení    | Femení     | Femení                   | Femení          |
| Àrea                                 | Temps (s) | Vent (m/s) | Atleta         | País            | Temps (s) | Vent (m/s) | Atleta                   | País            |
| ------------------------------------ | --------- | ---------- | -------------- | --------------- | --------- | ---------- | ------------------------ | --------------- |
| Àfrica                               | 19.46     | +0.4       | Letsile Tebogo | Botswana        | 21.81     | +0.6       | Christine Mboma          | Namíbia         |
| Amèrica del Sud                      | 19.81     | −0.3       | Alonso Edward  | Panamà          | 22.47     | +1.4       | Vitoria Cristina Rosa    | Brasil          |
| Àsia                                 | 19.88     | +0.9       | Xie Zhenye     | R.P. de la Xina | 22.01     | 0.0        | Li Xuemei                | R.P. de la Xina |
| Europa                               | 19.72 A   | +1.8       | Pietro Mennea  | Itàlia          | 21.63     | +0.2       | Dafne Schippers          | Països Baixos   |
| Amèrica del Nord, Central i el Carib | 19.19 WR  | −0.3       | Usain Bolt     | Jamaica         | 21.34 WR  | +1.3       | Florence Griffith-Joyner | Estats Units    |
| Oceania                              | 20.06 A   | +0.9       | Peter Norman   | Austràlia       | 22.23     | +0.8       | Melinda Gainsford-Taylor | Austràlia       |

A - Rècord fet en alçada

## Atletes amb millors marques mundials

### Millors marques masculines
- actualitzat a 27 de setembre de 2024.[3]

| Ranking | Marca | Vent (m/s) | Atleta           | Federació    | Data                   | Lloc        | Ref   |
| ------- | ----- | ---------- | ---------------- | ------------ | ---------------------- | ----------- | ----- |
| 1       | 19.19 | −0.3       | Usain Bolt       | Jamaica      | 20 d'agost de 2009     | Berlín      | [ 4 ] |
| 2       | 19.26 | +0.7       | Yohan Blake      | Jamaica      | 16 de setembre de 2011 | Brussel·les | [ 5 ] |
| 3       | 19.31 | +0.4       | Noah Lyles       | Estats Units | 21 de juliol de 2022   | Oregon      | [ 6 ] |
| 4       | 19.32 | +0.4       | Michael Johnson  | Estats Units | 1 d'agost de 1996      | Atlanta     |       |
| 5       | 19.46 | +0.4       | Letsile Tebogo   | Botswana     | 8 d'agost de 2024      | París       | [ 7 ] |
| 6       | 19.49 | +1.4       | Erriyon Knighton | Estats Units | 30 d'abril de 2022     | Los Angeles |       |
| 7       | 19.53 | +0.7       | Walter Dix       | Estats Units | 16 de setembre de 2011 | Brussel·les |       |
| 8       | 19.57 | +0.4       | Justin Gatlin    | Estats Units | 28 de juny de 2015     | Eugene      | [ 8 ] |
| 8       | 19.57 | +0.4       | Kenneth Bednarek | Estats Units | 5 de setembre de 2024  | Zúric       | [ 9 ] |
| 10      | 19.58 | +1.3       | Tyson Gay        | Estats Units | 30 de maig de 2009     | Nova York   |       |

### Millors marques femenines
- actualitzat a 27 de setembre de 2024.[10]

| Ranking | Marca   | Vent (m/s) | Atleta                   | País          | Data                   | Lloc            | Ref    |
| ------- | ------- | ---------- | ------------------------ | ------------- | ---------------------- | --------------- | ------ |
| 1       | 21.34   | +1.3       | Florence Griffith-Joyner | Estats Units  | 29 de setembre de 1988 | Seül            |        |
| 2       | 21.41   | +0.1       | Shericka Jackson         | Jamaica       | 25 d'agost de 2023     | Budapest        | [ 11 ] |
| 3       | 21.53   | +0.8       | Elaine Thompson          | Jamaica       | 3 d'agost de 2021      | Tòquio          | [ 12 ] |
| 4       | 21.60   | -0.4       | Gabrielle Thomas         | Estats Units  | 9 de juliol de 2023    | Oregon          |        |
| 5       | 21.62 A | −0.6       | Marion Jones             | Estats Units  | 11 de setembre de 1998 | Johannesburg    |        |
| 6       | 21.63   | +0.2       | Dafne Schippers          | Països Baixos | 28 d'agost de 2015     | Beijing         | [ 13 ] |
| 7       | 21.64   | +0.8       | Merlene Ottey            | Jamaica       | 13 de setembre de 1991 | Brussel·les     |        |
| 8       | 21.69   | +1.0       | Allyson Felix            | Estats Units  | 30 de juny de 2012     | Eugene          | [ 14 ] |
| 9       | 21.71   | +0.7       | Marita Koch              | RDA           | 10 de juny de 1979     | Karl-Marx-Stadt |        |
| 9       | 21.71   | +0.3       | Marita Koch              | RDA           | 21 de juliol 1984      | Potsdam         |        |
| 9       | 21.71   | +1.2       | Heike Drechsler          | RDA           | 29 de juny de 1986     | Jena            |        |
| 9       | 21.71   | −0.8       | Heike Drechsler          | RDA           | 29 d'agost de 1986     | Stuttgart       |        |

## Campions olímpics

### Masculins
| Jocs Olímpics       | Or                    | Plata              | Bronze              |
| 1900 París          | John Tewksbury        | Norman Pritchard   | Stanley Rowley      |
| 1904 St. Louis      | Archie Hahn           | Nate Cartmell      | William Hogenson    |
| 1908 Londres        | Bobby Kerr            | Robert Cloughen    | Nate Cartmell       |
| 1912 Estocolm       | Ralph Craig           | Don Lippincott     | William Applegarth  |
| 1920 Anvers         | Allen Woodring        | Charlie Paddock    | Harry Edward        |
| 1924 París          | Jackson Scholz        | Charlie Paddock    | Eric Liddell        |
| 1928 Amsterdam      | Percy Williams        | Walter Rangeley    | Helmut Körnig       |
| 1932 Los Angeles    | Eddie Tolan           | George Simpson     | Ralph Metcalfe      |
| 1936 Berlín         | Jesse Owens           | Mack Robinson      | Tinus Osendarp      |
| 1948 Londres        | Mel Patton            | Barney Ewell       | Lloyd LaBeach       |
| 1952 Hèlsinki       | Andy Stanfield        | Thane Baker        | James Gathers       |
| 1956 Melbourne      | Bobby Joe Morrow      | Andy Stanfield     | Thane Baker         |
| 1960 Roma           | Livio Berruti         | Lester Carney      | Abdoulaye Seye      |
| 1964 Tòquio         | Henry Carr            | Paul Drayton       | Edwin Roberts       |
| 1968 C. de Mèxic    | Tommie Smith          | Peter Norman       | John Carlos         |
| 1972 Múnic          | Valeri Borzov         | Larry Black        | Pietro Mennea       |
| 1976 Mont-real      | Don Quarrie           | Millard Hampton    | Dwayne Evans        |
| 1980 Moscou         | Pietro Mennea         | Allan Wells        | Don Quarrie         |
| 1984 Los Angeles    | Carl Lewis            | Kirk Baptiste      | Thomas Jefferson    |
| 1988 Seül           | Joe DeLoach           | Carl Lewis         | Robson da Silva     |
| 1992 Barcelona      | Michael Marsh         | Frankie Fredericks | Michael Bates       |
| 1996 Atlanta        | Michael Johnson       | Frankie Fredericks | Ato Boldon          |
| 2000 Sydney         | Konstandinos Kenteris | Darren Campbell    | Ato Boldon          |
| 2004 Atenes         | Shawn Crawford        | Bernard Williams   | Justin Gatlin       |
| 2008 Pequín         | Usain Bolt            | Shawn Crawford     | Walter Dix          |
| 2012 Londres        | Usain Bolt            | Yohan Blake        | Warren Weir         |
| 2016 Rio de Janeiro | Usain Bolt            | Andre De Grasse    | Christophe Lemaitre |
| 2020 Tòquio         | Andre De Grasse       | Kenneth Bednarek   | Noah Lyles          |
| 2024 París          | Letsile Tebogo        | Kenneth Bednarek   | Noah Lyles          |

## Campions mundials

### Homes
| Championships  | Or                          | Plata                      | Bronze                    |
| 1983 Helsinki  | Calvin Smith (EUA)          | Elliott Quow (EUA)         | Pietro Mennea (ITA)       |
| 1987 Roma      | Calvin Smith (EUA)          | Gilles Quénéhervé (FRA)    | John Regis (GBR)          |
| 1991 Tokyo     | Michael Johnson (EUA)       | Frankie Fredericks (NAM)   | Atlee Mahorn (CAN)        |
| 1993 Stuttgart | Frankie Fredericks (NAM)    | John Regis (GBR)           | Carl Lewis (EUA)          |
| 1995 Gotëborg  | Michael Johnson (EUA)       | Frankie Fredericks (NAM)   | Jeff Williams (EUA)       |
| 1997 Atenes    | Ato Boldon (TRI)            | Frankie Fredericks (NAM)   | Claudinei da Silva (BRA)  |
| 1999 Sevilla   | Maurice Greene (EUA)        | Claudinei da Silva (BRA)   | Francis Obikwelu (NGR)    |
| 2001 Edmonton  | Konstandinos Kenteris (GRE) | Christopher Williams (JAM) | Shawn Crawford (EUA)      |
| 2003 Paris     | John Capel (EUA)            | Darvis Patton (EUA)        | Shingo Suetsugu (JPN)     |
| 2005 Helsinki  | Justin Gatlin (EUA)         | Wallace Spearmon (EUA)     | John Capel (EUA)          |
| 2007 Osaka     | Tyson Gay (EUA)             | Usain Bolt (JAM)           | Wallace Spearmon (EUA)    |
| 2009 Berlin    | Usain Bolt (JAM)            | Alonso Edward (PAN)        | Wallace Spearmon (EUA)    |
| 2011 Daegu     | Usain Bolt (JAM)            | Walter Dix (EUA)           | Christophe Lemaitre (FRA) |
| 2013 Moscú     | Usain Bolt (JAM)            | Warren Weir (JAM)          | Curtis Mitchell (EUA)     |
| Beijing 2015   | Usain Bolt (JAM)            | Justin Gatlin (EUA)        | Anaso Jobodwana (RSA)     |
| Londres 2017   | Ramil Guliyev (TUR)         | Wayde van Niekerk (RSA)    | Jereem Richards (TTO)     |
| Doha 2019      | Noah Lyles (EUA)            | Andre De Grasse (CAN)      | Álex Quiñónez (ECU)       |
| Eugene 2022    | Noah Lyles (EUA)            | Kenneth Bednarek (EUA)     | Erriyon Knighton (EUA)    |
| Budapest 2023  | Noah Lyles (EUA)            | Erriyon Knighton (EUA)     | Letsile Tebogo (BOT)      |

### Dones
| Campionat del Món | Or                             | Plata                          | Bronze                                           |
| 1983 Helsinki     | Marita Koch (GDR)              | Merlene Ottey (JAM)            | Kathy Smallwood-Cook (GBR)                       |
| 1987 Roma         | Silke Gladisch (GDR)           | Florence Griffith-Joyner (EUA) | Merlene Ottey (JAM)                              |
| 1991 Tokyo        | Katrin Krabbe (Alemanya)       | Gwen Torrence (EUA)            | Merlene Ottey (JAM)                              |
| 1993 Stuttgart    | Merlene Ottey (JAM)            | Gwen Torrence (EUA)            | Irina Privalova (RUS)                            |
| 1995 Gotëburg     | Merlene Ottey (JAM)            | Irina Privalova (RUS)          | Galina Malchugina (RUS)                          |
| 1997 Atenes       | Zhanna Pintusevich-Block (UKR) | Susanthika Jayasinghe (SRI)    | Merlene Ottey (JAM)                              |
| 1999 Sevilla      | Inger Miller (EUA)             | Beverly McDonald (JAM)         | Merlene Frazer (JAM) · Andrea Philipp (Alemanya) |
| 2001 Edmonton     | Debbie Ferguson (BAH)          | LaTasha Jenkins (EUA)          | Cydonie Mothersille (CAY)                        |
| 2003 París        | Anastasiya Kapachinskaya (RUS) | Torri Edwards (EUA)            | Muriel Hurtis (FRA)                              |
| 2005 Helsinki     | Allyson Felix (EUA)            | Rachelle Boone-Smith (EUA)     | Christine Arron (FRA)                            |
| 2007 Osaka        | Allyson Felix (EUA)            | Veronica Campbell-Brown (JAM)  | Susanthika Jayasinghe (SRI)                      |
| 2009 Berlin       | Allyson Felix (EUA)            | Veronica Campbell-Brown (JAM)  | Debbie Ferguson (BAH)                            |
| 2011 Daegu        | Veronica Campbell-Brown (JAM)  | Carmelita Jeter (EUA)          | Allyson Felix (EUA)                              |
| 2013 Moscú        | Shelly-Ann Fraser-Pryce (JAM)  | Murielle Ahouré (CIV)          | Blessing Okagbare (NGR)                          |
| 2015 Beijing      | Dafne Schippers (NED)          | Elaine Thompson (JAM)          | Veronica Campbell-Brown (JAM)                    |
| 2017 Londres      | Dafne Schippers (NED)          | Marie-Josée Ta Lou (CIV)       | Shaunae Miller-Uibo (BAH)                        |
| 2019 Doha         | Dina Asher-Smith (GBR)         | Brittany Brown (EUA)           | Mujinga Kambundji (SUI)                          |
| Eugene 2022       | Shericka Jackson (JAM)         | Shelly-Ann Fraser-Pryce (JAM)  | Dina Asher-Smith (GBR)                           |
| Budapest 2023     | Shericka Jackson (JAM)         | Gabrielle Thomas (EUA)         | Sha'Carri Richardson (EUA)                       |